# آيرشير الشمالية وأرران (دائرة انتخابية في المملكة المتحدة)
آيرشير الشمالية وأرران (بالإنجليزية: North Ayrshire and Arran)‏ هي إحدى الدوائر الانتخابية في المملكة المتحدة الممثلة في مجلس العموم في برلمان المملكة المتحدة.
عضو البرلمان الذي يمثلها حالياً هو (Lab: Ms Katy Clark).